# Karl Friedrich Bøbert
Karl Friederich Bøbert, ursprungligen Böbert, född 19 januari 1804 i Hettstedt, död 11 januari 1869 i Kongsberg, var en tysk-norsk bergsman.
Bøbert studerade först vid latinskolan i Bernburg, utbildade sig under tre år praktiskt vid olika tyska bergverk, studerade vid bergskolan i Clausthal och senare vid universitetet i Halle an der Saale och vid bergsakademien i Freiberg. I Halle var han amanuens vid de mineralogiska samlingarna och assisterade 1824 Ernst Friedrich Germar vid utgivningen av Johann Ludwig Georg Meineckes Lehrbuch der Mineralogie, vartill han även utarbetade registret. Han blev därefter auditör vid Bergamt i Freiberg, men kallades under denna tid till föreståndare för Blaafarveværket i Modum, en befattning vilken han tillträdde i augusti 1827, efter att först på dess bekostnad besökt olika länders bergverk. 
År 1839 utnämndes han till förste direktör vid Kongsbergs silververk, efter att han 1836–1839 hade varit medlem av flera kommissioner angående dess angelägenheter. Han gav stöd till inrättandet av Kongsbergs silververks driftsfond. Han var Kongsbergs representant på stortinget 1865–1866 (medlem av första näringskommittén) och deltog länge och verksamt i Kongsbergs kommunalstyre. År 1846 företog han på egen bekostnad en vetenskaplig resa över Köpenhamn till Belgien, Frankrike, Schweiz, Tyskland och Sverige. Han var medlem av mineralogiska societeten i Jena och av Det Kongelige Norske Videnskabers Selskab i Trondheim (1843).